# Badge
Un badge di identificazione o solo badge (termine inglese che significa "distintivo") è una tessera in PVC o altro materiale plastico (PET, ABS, policarbonato) usata per l'identificazione personale.
Si distingue dalle semplici card, stampate in litografia offset per fidelizzazioni che non riportano informazioni di identificazione o di accesso.
Il badge è usato principalmente dalle aziende a scopo identificativo o di sicurezza per l'accesso alle aree aziendali e ai servizi dedicati al personale, ad esempio per la registrazione delle timbrature, i servizi mensa, l'accesso ad aree dedicate.

## Descrizione
Normalmente ha le dimensioni di una carta di credito conforme alla norma ISO/IEC 7810 nel formato ID-1 e può essere munito di banda magnetica o di altri dispositivi, quali ad esempio microcontrollori, RFID o memorie EEPROM, per l'utilizzo con apparecchiature informatiche e elettroniche.
I badge possono riportare informazioni personali, fotografie e indicazioni utili allo scopo per cui sono utilizzati. Ad esempio potrebbero essere indicati la mansione, i privilegi d'accesso o il reparto di competenza. Al loro interno, su opportuni supporti, possono essere anche memorizzate informazioni quali password, situazione clinica, codice addetto, eccetera.
I badge sono "indossati" ed esposti al pubblico tramite apposti accessori (clip, espositori rigidi o flessibili, nastri, cordoncini, collanine, catenine, avvolgibili, eccetera) oppure tenuti in tasca protetti da una custodia rigida o flessibile. Nelle aziende, raramente, sono esposti in appositi rack accanto al rilevatore delle presenze.
Badge speciali sono usati anche per la dosimetria clinica.

## Produzione
I badge sono normalmente disponibili in versione "neutra" (bianchi). Possono essere successivamente personalizzati tramite diverse tecniche di stampa: termografica, sublimazione di colore (D2T2), offset, eccetera. La lavorazione delle card stampate in offset è la seguente: viene elaborata una grafica a colori e preparate le lastre di stampa (una per ogni colore), i fogli di materiale plastico stampato vengono utilizzati in un sandwich di fogli trasparenti e stampati che viene sottoposto successivamente ad un processo di laminazione; la stampa avviene normalmente in macchine da stampa offset pluricolori tipo Roland o Heidelberg utilizzando inchiostri ad asciugatura ultravioletta tramite apposite lampade.

## Badge digitale
In informatica un badge, analogamente a quello materiale, è un distintivo (spesso identificato con un'icona o immagine che lo rappresenta) che contrassegna un buono acquisto o un buono regalo, un merito ottenuto o fornito, un certo livello di punteggio acquisito e situazioni analoghe. Lo si trova in servizi web e applicazioni software.